# 와일드라이프 (2018년 영화)
《와일드라이프》(영어: Wildlife)는 2018년 개봉한 미국의 드라마 영화이다. 폴 데이노의 영화감독 데뷔작이며, 조 카잔과 함께 각본에도 참여했다. 리처드 포드의 동명 소설이 영화의 원작이다. 
2018 선댄스 영화제에서 전세계 최초 상영했다.

## 출연

### 주연
- 제이크 질렌할 : 제리 역
- 캐리 멀리건 : 자넷 역
- 에드 옥슨볼드 : 조 역

### 조연
- 빌 캠프 : 워렌 밀러 역
- 몰리 밀리건 : 에스더 역
- 조 마가렛 콜렛티 : 루스-앤 역
- 다릴 콕스 : 클라렌스 스노우 역
- 트래비스 W. 브루어 : 포리스터 역
- 톰 휴스턴 오어 : 카트라이트 역
- 징거 길마틴 : 접수원 역
- 마이클 기번스 : 코치 역
- J. 앨런 데이비슨 : 교사 역
- 리차드 L. 올슨 : 리차드 올슨 역

## 기타
- 각색: 폴 다노
- 각색: 조 카잔
- 원작자: 리처드 포드
- 제작총괄: 조 카잔
- 제작총괄: 에디 베이즈먼